# مرقد شازدة زيد
مرقد شازدة زيد (بالفارسية: امامزاده شازده زید) هو مرقد شيعي تاريخي، ويقع في توي.